# Bank (skateboarden)
Een bank is een vaak gebruikte term in het skateboarden voor een schuin oppervlak. Het is vaak te vinden in een skatepark.
Voornamelijk skateboarders maken hier gebruik van. Zij rijden naar boven, doen een truc en rijden achteruit (of vooruit) weer terug naar beneden. Het is ook mogelijk hier een truc op te doen als stuntskater of BMX'er, maar dit komt niet zo vaak voor.